# نوط النصر 1945
نوط النصر 1945، تعتبر الحرب العالمية الثانية أول حرب خارجية يشارك بها العراق رسميًا وتنتهي بالانتصار عام 1945 ضمن دول الحلفاء على كل من المانيا وإيطاليا ودول المحور. وبهذه المناسبة صدر نوط النصر. ولقد منح لضباط الجيش العراقي المشاركين في هذه الحرب بعد الانتصار.

## وصف النوط
النوط على شكل نجمة كتب في وسطها باللغة العربية نوط النصر 1945.